# Perkinsiella amboinensis
Perkinsiella amboinensis är en insektsart som beskrevs av Frederick Arthur Godfrey Muir 1911. Perkinsiella amboinensis ingår i släktet Perkinsiella och familjen sporrstritar. Inga underarter finns listade i Catalogue of Life.